# Viola mantziana
Viola mantziana är en violväxtart som beskrevs av Wilhelm Becker. Viola mantziana ingår i släktet violer, och familjen violväxter. Inga underarter finns listade i Catalogue of Life.